# Liste der Staatsoberhäupter 1895
Übersicht
◄◄ | ◄ | 1891 | 1892 | 1893 | 1894 | Liste der Staatsoberhäupter 1895 | 1896 | 1897 | 1898 | 1899 | ► | ►►

Weitere Ereignisse

## Afrika
- Ägypten (Teil des Osmanischen Reichs)
  - Khedive: Abbas II. (1892–1914)

- Äthiopien
  - Kaiser: Menelik II. (1889–1913)

- Buganda
  - Kabaka: Mwanga II. (1884–1888, 1889–1897)

- Bunyoro
  - Omukama: Kabalega (1869–1898)

- Burundi
  - König: Mwezi IV. Gisabo (1850–1908)

- Liberia
  - Präsident: Joseph James Cheeseman (1892–1896)

- Marokko
  - Sultan: Abd al-Aziz (1873–1908)

- Ruanda
  - König: Kigeri IV. (1853–1895)
  - König: Mibambwe IV. (1895–1896)

- Kalifat von Sokoto
  - Kalif: 'Abdul-Rahman (1891–1902)

- Südafrikanische Republik
  - Staats- und Regierungschef: Präsident Paul Kruger (1883–1900)

- Sudan
  - Kalif: Abdallahi ibn Muhammad (1846–1899)

- Zulu
  - König: Dinizulu ka Cetshwayo (1884–1913)

## Amerika

### Nordamerika
- Kanada
  - Staatsoberhaupt: Königin: Victoria (1867–1901)
    - Generalgouverneur: John Campbell Hamilton-Gordon, 7. Earl of Aberdeen (1893–1898)

  - Regierungschef: Premierminister: Sir Mackenzie Bowell (1894–1896)

- Mexiko
  - Staats- und Regierungschef: Präsident: Porfirio Díaz (1876, 1877–1880, 1884–1911)

- Vereinigte Staaten von Amerika
  - Staats- und Regierungschef: Präsident: Grover Cleveland (1885–1889, 1893–1897)

### Mittelamerika
- Costa Rica
  - Staats- und Regierungschef: Präsident Rafael Yglesias Castro (1894–1902)

- Dominikanische Republik
  - Staats- und Regierungschef: Präsident: Ulises Heureaux (1882–1884, 1887–1889, 1889–1899)

- El Salvador
  - Staats- und Regierungschef: Präsident Rafael Antonio Gutiérrez (1894–1898)

- Guatemala
  - Staats- und Regierungschef: Präsident José María Reina Barrios (1892–1898)

- Haiti
  - Staats- und Regierungschef: Präsident Florvil Hyppolite (1889–1896)

- Honduras
  - Staats- und Regierungschef: Präsident: Policarpo Bonilla (1894–1899)

- Nicaragua
  - Staats- und Regierungschef: Präsident José Santos Zelaya (1893–1909)

### Südamerika
- Argentinien
  - Staats- und Regierungschef:
    - Präsident: Luis Sáenz Peña (1892–23. Januar 1895)
    - Präsident: José Evaristo Uriburu (23. Januar 1895–1898)

- Bolivien
  - Staats- und Regierungschef: Präsident: Mariano Baptista (1892–1896)

- Brasilien
  - Staats- und Regierungschef: Präsident: Prudente de Morais (1894–1898)

- Chile
  - Staats- und Regierungschef: Präsident: Jorge Montt (1891–1896)

- Ecuador
  - Staats- und Regierungschef:
    - Präsident Luis Cordero Crespo (1892–16. April 1895)
    - (amtierend) Vicente Lucio Salazar (16. April–23. August 1895)
    - Eloy Alfaro (23. August 1895–1896)

- Kolumbien
  - Staats- und Regierungschef: Präsident Miguel Antonio Caro (1894–1898)

- Paraguay
  - Staats- und Regierungschef: Präsident Juan Bautista Egusquiza (1894–1898)

- Peru
  - Staats- und Regierungschef:
    - Präsident: Andrés Avelino Cáceres (1886–1890, 1894–20. März 1895)
    - Präsident: Manuel Candamo (20. März 1895–8. September 1895, 1903–1904)
    - Präsident: Nicolás de Piérola (1879–1881, 8. September 1895–1899)

- Uruguay
  - Staats- und Regierungschef: Präsident Juan Idiarte Borda (1894–1897)

- Venezuela
  - Staats- und Regierungschef: Präsident Joaquín Crespo (1892–1898)

## Asien
- Abu Dhabi
  - Staatsoberhaupt: Emir Zayed I. Zayed I. (1855–1909)

- Adschman
  - Scheich: Humaid II. (1891–1900)

- Afghanistan
  - Herrscher: Emir [[Abdur Rahma

n Khan]] (1880–1901)
- Bahrain
  - Staatsoberhaupt: Emir Isa I. (1869–1932)

- China (Qing-Dynastie)
  - Herrscher: Kaiser Guangxu (1875–1908)

- Britisch-Indien
  - Kaiserin: Victoria (1877–1901)
  - Vizekönig: Victor Bruce (1894–1899)

- Japan
  - Kaiser: Mutsuhito (1867–1912)
  - Regierungschef: Premierminister Itō Hirobumi (1885–1888, 1892–31. August 1896, 1898)

- Korea
  - Herrscher: Kaiser Gojong (1864–1897)

- Kuwait
  - Staatsoberhaupt: Emir Muhammad (1892–1896)

- Nepal
  - Staatsoberhaupt: König Prithvi (1881–1911)
  - Regierungschef: Ministerpräsident Bir Shamsher Jang Bahadur Rana (1885–1901)

- Oman
  - Staatsoberhaupt: Sultan Faisal ibn Turki (1888–1913)

- Persien (Kadscharen-Dynastie)
  - Staatsoberhaupt: Schah Nāser ad-Din Schāh (1848–1896)

- Thailand
  - Staatsoberhaupt: König: Chulalongkorn (1868–1910)

## Australien und Ozeanien
- Australien:
  - Staatsoberhaupt: Königin Victoria
  - New South Wales
    - Gouverneur:
      1. Sir Robert Duff (1893 bis 15. März 1895)
      2. Henry Brand, 2. Viscount Hampden (21. November 1895 bis 1899)

    - Premierminister: George Reid (1894–1899)

  - Queensland
    - Gouverneur: Henry Norman (1889 bis 31. Dezember 1895)
    - Premierminister: Hugh Nelson (1893–1898)

  - South Australia
    - Gouverneur:
      1. Algernon Keith-Falconer, 9. Earl of Kintore (1889 bis 10. April 1895)
      2. Sir Thomas Buxton, 3. Baronet (29. Oktober 1895 bis 1899)

    - Premierminister: Charles Kingston (1893–1899)

  - Tasmanien
    - Gouverneur: Jenico Preston, 14. Viscount Gormanston (1893–1900)
    - Premierminister: Sir Edward Braddon (1894–1899)

  - Victoria
    - Gouverneur:
      1. John Hope, 7. Earl of Hopetoun (1889 bis 12. Juli 1895)
      2. Thomas Brassey, 1. Baron Brassey (25. Oktober 1895 bis 1900)

    - Premierminister: George Turner (1894–1899)

  - Western Australia
    - Gouverneur:
      1. Sir William Robinson (1890 bis 22. Dezember 1895 [3. Amtszeit])
      2. Sir Gerard Smith (23. Dezember 1895 bis 1901)

    - Premierminister: Sir John Forrest (1890–1901)

- Hawaii
  - Staatsoberhaupt: Präsident Sanford Dole (1894–1900)

- Neuseeland
  - Staatsoberhaupt: Königin Victoria
  - Gouverneur: David Boyle, 7. Earl of Glasgow (1892–1897)
  - Regierungschef: Premierminister: Richard Seddon (1893–1906)

- Tonga
  - Staatsoberhaupt: König George Tupou II. (1893–1918)

## Europa
- Andorra
  - Co-Fürsten:
    - Staatspräsident von Frankreich:
      - Jean Casimir-Perier (1894–1895)
      - Félix Faure (1895–1899)

    - Bischof von Urgell: Salvador Casañas i Pagès (1879–1901)

- Belgien
  - Staatsoberhaupt: König Leopold II. (1865–1909)
  - Regierungschef: Ministerpräsident Jules de Burlet (1894–1896)

- Bulgarien
  - Fürst: Ferdinand I. (1887–1918) (ab 1908 Zar)

- Dänemark
  - Staatsoberhaupt: König: Christian IX. (1863–1906)
  - Regierungschef: Ministerpräsident Tage Reedtz-Thott (1894–1897)

- Deutsches Reich
  - Kaiser: Wilhelm II. (1888–1918)
    - Reichskanzler: Chlodwig Fürst zu Hohenlohe-Schillingsfürst (1894–1900)

  - Anhalt
    - Herzog: Friedrich I. (1871–1904)
      - Staatsminister: Kurt von Koseritz (1892–1902)

  - Baden
    - Großherzog: Friedrich I. (1856–1907)
      - Staatsminister: Wilhelm Nokk (1893–1901)

  - Bayern
    - König: Otto I. (1886–1913)
      - Regent: Prinzregent Luitpold (1886–1912)
        - Vorsitzender im Ministerrat: Friedrich Krafft Graf von Crailsheim (1890–1903)

  - Braunschweig
    - Regent: Prinz Albrecht von Preußen (1885–1906)

  - Bremen
    - Bürgermeister: Albert Gröning (1895, 1897, 1900, 1902)

  - Reichsland Elsaß-Lothringen
    - Kaiserlicher Statthalter: Hermann Fürst zu Hohenlohe-Langenburg (1894–1907)
    - Staatssekretär des Ministeriums für Elsaß-Lothringen: Maximilian von Puttkamer (1887–1901)

  - Hamburg
    - Erster Bürgermeister: Johannes Christian Eugen Lehmann (1895, 1898, 1900)

  - Hessen-Darmstadt
    - Großherzog: Ernst Ludwig (1892–1918)
      - Präsident des Gesamtministeriums: Jakob Finger (1884–1898)

  - Lippe
    - Fürst: Woldemar (1875–1895)
    - Fürst: Alexander (1895–1905)
      - Regent: Adolf zu Schaumburg-Lippe (1895–1897)

  - Lübeck
    - Bürgermeister: Heinrich Theodor Behn (1871–1872, 1875–1876, 1879–1880, 1883–1884, 1887–1888, 1891–1892, 1895–1896)

  - Mecklenburg-Schwerin
    - Großherzog: Friedrich Franz III. (1883–1897)
      - Präsident des Staatsministeriums: Alexander von Bülow (1886–1901)

  - Mecklenburg-Strelitz
    - Großherzog: Friedrich Wilhelm (1860–1904)
      - Staatsminister: Friedrich von Dewitz (1885–1907)

  - Oldenburg
    - Großherzog: Nikolaus Friedrich Peter (1853–1900)
      - Staatsminister: Günther Jansen (1890–1900)

  - Preußen
    - König: Wilhelm II. (1888–1918)
      - Ministerpräsident: Chlodwig Fürst zu Hohenlohe-Schillingsfürst (1894–1900)

  - Reuß ältere Linie
    - Fürst: Heinrich XXII. (1859–1902)

  - Reuß jüngere Linie
    - Fürst: Heinrich XIV. (1867–1913)

  - Sachsen
    - König: Albert (1873–1902)
      - Vorsitzender des Gesamtministeriums: Hans von Thümmel (1891–1895)
      - Vorsitzender des Gesamtministeriums: Heinrich Rudolf Schurig (1895–1901)

  - Sachsen-Altenburg
    - Herzog: Ernst I. (1853–1908)

  - Sachsen-Coburg und Gotha
    - Herzog: Alfred (1893–1900)
      - Staatsminister: Karl Friedrich von Strenge (1891–1900)

  - Herzogtum Sachsen-Meiningen
    - Herzog: Georg II. (1866–1914)

  - Sachsen-Weimar-Eisenach
    - Großherzog: Carl Alexander (1853–1901)

  - Schaumburg-Lippe
    - Fürst: Georg (1893–1911)

  - Schwarzburg-Rudolstadt
    - Fürst: Günther Victor (1890–1918)

  - Schwarzburg-Sondershausen
    - Fürst: Karl Günther (1880–1909)

  - Waldeck und Pyrmont (seit 1968 durch Preußen verwaltet)
    - Fürst: Friedrich (1893–1918)
    - Preußischer Landesdirektor: Johannes von Saldern (1886–1907)

  - Württemberg
    - König: Wilhelm II. (1891–1918)
      - Präsident des Staatsministeriums: Hermann von Mittnacht (1876–1900)

- Frankreich
  - Staatsoberhaupt: Präsident: Jean Casimir-Perier (24. Juni 1894–1895)
  - Präsident: Félix Faure (1895–1899)
  - Regierungschef:
    - Präsident des Ministerrates Charles Depuy (1893, 1894–26. Februar 1895, 1898–1899)
    - Präsident des Ministerrates Alexandre Ribot (1892–1893, 26. Februar 1895–1. November 1895, 1914, 1917)
    - Präsident des Ministerrates  Léon Bourgeois (1. November 1895–1896)

- Griechenland
  - Staatsoberhaupt: König: Georg I. (1863–1913)
  - Regierungschef:
    - Ministerpräsident Charilaos Trikoupis  (1875, 1877–1878, 1878, 1880, 1882–1885, 1886–1890, 1992–1993, 1893–24. Januar 1895)
    - Ministerpräsident Nikolaus Deligiannis (24. Januar 1895–12. Juni 1895)
    - Ministerpräsident Theodoros Deligiannis (1877–1878, 1885–1886, 1890–1892, 12. Juni 1895–1897, 1902–1903, 1904–1905)

- Italien
  - Staatsoberhaupt: König: Umberto I. (1878–1900)
  - Regierungschef: Ministerpräsident Francesco Crispi (1887–1891, 1893–10. März 1896)

- Luxemburg
  - Staatsoberhaupt: Großherzog: Adolf I. (1890–1905) (1839–1866 Herzog von Nassau)
  - Regierungschef: Premierminister Paul Eyschen (1888–1915)

- Monaco
  - Fürst: Albert I. (10. September 1889–1922)

- Montenegro
  - Fürst: Nikola I. Petrović Njegoš (1860–1918) (ab 1910 König)

- Neutral-Moresnet
  - König von Belgien: Leopold II. (1865–1909)
  - König von Preußen: Wilhelm II. (1888–1918)

- Niederlande
  - Staatsoberhaupt: Königin: Wilhelmina (1890–1948)
  - Regierungschef: Ministerpräsident Joan Baron Röell (1894–1897)

- Norwegen (1814–1905 Personalunion mit Schweden)
  - Staatsoberhaupt: König Oskar II. (1872–1905)
  - Regierungschef:
    - Ministerpräsident Emil Stang (1889–1891, 1893–1895)
    - Ministerpräsident Francis Hagerup (1895–1898, 1903–1905)

- Osmanisches Reich:
  - Staatsoberhaupt: Sultan Abdülhamid II. (1876–1909)
  - Regierungschef:
    - Großwesir Ahmed Cevad Şakir Pascha (1891–9. Juni 1895)
    - Großwesir Küçük Mehmed Said Pascha (1879–9. Juni 1880, 12. November 1880–2. Mai 1882, 12. Juli 1882–1885, 9. Juni 1895–3. Oktober 1895)
    - Großwesir Kıbrıslı Mehmed Kamil Pascha (1885–1891,  3. Oktober 1895–November 1895, 1908–1909, 1912–1913)
    - Großwesir Halil Rıfat Pascha (November 1895–1901)

- Österreich-Ungarn
  - Kaiser: Franz Joseph I. (1848–1916)
  - Regierungschef von Cisleithanien:
    - MinisterpräsidentFürst Alfred Windisch-Grätz (1893–19. Juni 1895)
    - Ministerpräsident Erich Graf von Kielmansegg (19. Juni 1895–30. September 1895)
    - Ministerpräsident Kasimir Felix Graf von Badeni (1895–1897)

  - Regierungschef von Transleithanien:
    - Ministerpräsident Sándor Wekerle (1892–1895)
    - Ministerpräsident Dezső Bánffy (1895–1899)

- Portugal
  - Staatsoberhaupt: König: Karl I. (1889–1908)
  - Regierungschef:
    - MinisterpräsidentErnesto Rodolfo Hintze Ribeiro (1893–5. Februar 1897, 1900–1904, 1906)

- Rumänien
  - Staatsoberhaupt: König Karl I. (1866–1914) (bis 1881 Fürst)
  - Regierungschef:
    - Ministerpräsident Lascăr Catargiu (1866, 1871–1876, 1889, 1891–1895)
    - Ministerpräsident Dimitrie Sturdza (1895–1896, 1897–1899, 1901–1905, 1907–1909)

- Russland
  - Kaiser: Nikolaus II. (1894–1917)

- Schweden
  - Staatsoberhaupt: König: Oskar II. (1872–1907) (1872–1905 König von Norwegen)
  - Regierungschef: Ministerpräsident Erik Gustaf Boström (1891–1900, 1902–1905)

- Schweiz[1]
  - Bundespräsident: Josef Zemp (1895)
  - Bundesrat:
    - Adolf Deucher (1883–1912)
    - Walter Hauser (1889–1902)
    - Josef Zemp (1892–1908)
    - Eduard Müller (1895–1919)
    - Emil Frey (1891–1896)
    - Adrien Lachenal (1892–1897)
    - Eugène Ruffy (1893–1900)

- Serbien
  - König: Aleksandar Obrenović (1889–1903)

- Spanien
  - Staatsoberhaupt: König: Alfons XIII. (1886–1941)
  - Regentin: Maria Christina (1885–1902)
  - Regierungschef:
    - Ministerpräsident Práxedes Mateo Sagasta (1872–1872, 1874, 1881–1883, 1885–1890, 1892–23. März 1895, 1897–1899)
    - Ministerpräsident Antonio Cánovas del Castillo (23. März 1895–1897)

- Ungarn
  - König: Franz Joseph I. (1848–1916) (1848–1916 König von Böhmen, 1848–1916 Kaiser von Österreich)

- Vereinigtes Königreich
  - Staatsoberhaupt: Königin Victoria (1837–1901) (1877–1901 Kaiserin von Indien)
  - Regierungschef:
    - Premierminister Archibald Primrose, 5. Earl of Rosebery (1894–25. Juni 1895)
    - Premierminister Robert Gascoyne-Cecil, 3. Marquess of Salisbury (1885–1886, 1886–1892, 25. Juni 1895–1902)